# Catoptropteryx neutralipennis
Catoptropteryx neutralipennis är en insektsart som beskrevs av Karsch 1896. Catoptropteryx neutralipennis ingår i släktet Catoptropteryx och familjen vårtbitare. Inga underarter finns listade i Catalogue of Life.